# Danh sách cây cho gỗ nhóm 1 ở Việt Nam
Gỗ nhóm 1 ở Việt Nam là những loại gỗ quý. Tiêu chuẩn chính của các loại gỗ trong nhóm này là gỗ có màu sắc, vân thớ đẹp, hương thơm và rất khan hiếm, có giá trị kinh tế cao nhất. Các loại gỗ trong nhóm này thường dùng làm đồ mỹ nghệ, gỗ lạng, hàng mộc chạm khảm, ván sàn đặc biệt,...

## Danh sách
Nhóm này ở Việt Nam có 41 loài:
| TT | Tên phổ thông        | Danh pháp khoa học                              | Tên gọi khác                           |
| -- | -------------------- | ----------------------------------------------- | -------------------------------------- |
| 1  | Bằng lăng            | Lagerstroemia calyculata Pierre ex Laness.      | Bằng lăng ổi, thao lao, bằng lăng cườm |
| 2  | Cẩm lai              | Dalbergia oliveri Gamble ex Prain               | Cẩm lai bộng, cẩm lai mật, trắc lai    |
| 3  | Cẩm lai Bà Rịa       | Dalbergia bariensis Pierre                      |                                        |
| 4  | Cẩm lai Đồng Nai     | Dalbergia dongnaiensis Pierre                   |                                        |
| 5  | Cẩm liên             | Shorea siamensis Miq.                           | Cà gần                                 |
| 6  | Cẩm thị              | Diospyros siamensis Warb                        |                                        |
| 7  | Giáng hương          | Pterocarpus pedatus (Pierre) Gagnep.            |                                        |
| 8  | Giáng hương căm-bốt  | Pterocarpus cambodianus Pierre                  |                                        |
| 9  | Giáng hương mắt chim | Pterocarpus indicus Willd.                      | Giáng/dáng hương Ấn                    |
| 10 | Giáng hương quả lớn  | Pterocarpus macrocarpus Kurz                    |                                        |
| 11 | Du sam               | Keteleeria davidiana (Bertrand) Beissner        | Ngô tùng, du sam đá vôi                |
| 12 | Du sam Cao Bằng      | Keteleeria calcarea W.C. Cheng et L.K.Fu        |                                        |
| 13 | Gõ đỏ                | Afzelia xylocarpa (Kurz) Craib                  | Hồ bì, cà te                           |
| 14 | Gụ                   | Sindora maritima Pierre                         |                                        |
| 15 | Gụ mật               | Sindora siamensis Teijsn. ex Miq.               | Gõ mật                                 |
| 16 | Gụ lau               | Sindora tonkinensis A.Chev ex K. et S.S. Larsen | Gõ lau, gụ, gõ dầu, gõ sương           |
| 17 | Hoàng đàn rủ         | Cupressus funebris Endl.                        | Hoàng đàn liễu, ngọc am                |
| 18 | Huệ mộc              | Dalbergia sp???                                 |                                        |
| 19 | Huỳnh đường          | Dysoxylon loureirii (Pierre) Pierre             |                                        |
| 20 | Hương tía?           | Pterocarpus sp???                               |                                        |
| 21 | Lát hoa              | Chukrasia tabularis A. Juss.                    |                                        |
| 22 | Lát da đồng          | Chukrasia sp                                    |                                        |
| 23 | Lát chun             | Chukrasia sp                                    |                                        |
| 24 | Lát xanh             | Chukrasia var. quadrivalvis Pell?               |                                        |
| 25 | Lát lông             | Chukrasia var. velutina King?                   |                                        |
| 26 | Mạy lay              | Sideroxylon eburneum A. Chev.                   |                                        |
| 27 | Mun sừng             | Diospyros mun A. Chev. ex Lecomte               | Mun                                    |
| 28 | Mun sọc              | Diospyros sp???                                 |                                        |
| 29 | Muồng đen            | Senna siamea (Lam.) H.S.Irwin et Barneby        |                                        |
| 30 | Pơ mu                | Fokienia hodginsii (Dunn) A.Henry & H.H.Thomas  |                                        |
| 31 | Sa mu dầu            | Cunninghamia konishii Hayata                    | Sa mộc Quế Phong, thông mụ Nhật        |
| 32 | Sơn huyết            | Melanorrhoea laccifera Pierre                   | Sơn tiêu, sơn rừng                     |
| 33 | Sưa                  | Dalbergia tonkinensis Prain                     | Trắc thối                              |
| 34 | Thông ré             | Pinus krempfii Lecomte                          | Thông lá dẹt                           |
| 35 | Thông tre            | Podocarpus neriifolius D.Don                    | Bách niên tùng                         |
| 36 | Trai(Nam Bộ)         | Fagraea fragrans Roxb.                          | Trai, vàng dành                        |
| 37 | Trắc                 | Dalbergia cochinchinensis Pierre                | Cẩm lai nam                            |
| 38 | Trắc đen             | Dalbergia nigra Allem. ex Benth.                |                                        |
| 39 | Trắc căm-bốt         | Dalbergia cambodiana Pierre                     |                                        |
| 40 | Trắc vàng            | Dalbergia cultrata Graham. ex Benth.            | Trắc dạo, cẩm lai]]                    |
| 41 | Trầm hương           | Aquilaria crassna Pierre ex Lecomte.            | Trầm, gió bầu                          |
| 42 | Gỗ Mật Hồng          | Myrtaceace                                      | Gỗ mật hồng tự nhiên, Myrtaceace       |